# Salim Stoudamire
Charles Salim Stoudamire (Portland, 11 ottobre 1982) è un ex cestista statunitense, professionista nella NBA. È cugino di Damon Stoudamire.

## Carriera

### Università
Frequenta l'Università dell'Arizona, giocando negli Arizona Wildcats: nella sua carriera universitaria, riesce a battere il record della percentuale da tre punti di Steve Kerr, con il suo 50,4% dalla lunga distanza. Alla fine della sua esperienza in Arizona, ha segnato in totale 342 tiri da tre.

### NBA
Nel 2005, in occasione del draft NBA, passa agli Atlanta Hawks, che lo scelgono come 31º assoluto, prima scelta del secondo giro. Nelle tre stagioni trascorse in Georgia, fa registrare 8 punti, 1,4 rimbalzi e un assist di media, con il 36,6% nel tiro da tre. Ai Playoff NBA 2008, ha fatto registrare il 100% dalla lunetta e 4 punti di media in 3 partite giocate.

## Palmarès
- NCAA AP All-America Second Team (2005)